# Mistrzostwa Europy w Łyżwiarstwie Figurowym 1891
Mistrzostwa Europy w łyżwiarstwie figurowym 1891 – zawody rangi mistrzowskiej dla łyżwiarzy figurowych z Europy. Mistrzostwa odbywały się od 23 do 24 stycznia 1891 w Hamburgu.

## Wyniki
Soliści
| Poz. | Zawodnik        | Reprezentacja        | Punkty  |
| ---- | --------------- | -------------------- | ------- |
| 1    | Oskar Uhlig     | Cesarstwo Niemieckie | 146,6/9 |
| 2    | Anon Schmitson  | Cesarstwo Niemieckie | 114,7/9 |
| 3    | Franz Zilly     | Cesarstwo Niemieckie | 101,2/9 |
| 4    | Josef Nowy      | Monarchia Habsburgów | 88,5/9  |
| 5    | Willi Dienstl   | Monarchia Habsburgów | 79,4/9  |
| 6    | Fritz Ahrendt   | Cesarstwo Niemieckie | 50,     |
| 7    | Wilhelm Schulze | Cesarstwo Niemieckie | 28,8/9  |